# Плавання на Чемпіонаті світу з водних видів спорту 2007
Змагання з плавання на 12-му Чемпіонаті світу з водних видів спорту тривали з 25 березня до 1 квітня на Арені Рода Лейвера в Мельбурні (Австралія). Розіграно 40 комплектів нагород на довгій воді (50 м), по 20 (17 індивідуальних і 3 естафети) серед чоловіків та жінок.

## Країни-учасниці
У чемпіонаті 2007 року взяли участь 1142 спортсмени зі 166 країн:
- Албанія (7)
- Алжир (4)
- Американське Самоа (4)
- Андорра (1)
- Ангола (4)
- Антигуа і Барбуда (2)
- Аргентина (3)
- Вірменія (3)
- Аруба (3)
- Австралія (36)
- Австрія (11)
- Азербайджан (2)
- Багамські Острови (1)
- Бахрейн (4)
- Бангладеш (3)
- Барбадос (5)
- Білорусь (7)
- Бельгія (10)
- Бенін (4)
- Бермуди (2)
- Болівія (8)
- Боснія і Герцеговина (4)
- Бразилія (14)
- Болгарія (2)
- Буркіна-Фасо (4)
- Бурунді (4)
- Камбоджа (4)
- Канада (14)
- Чилі (6)
- Китай (41)
- Китайський Тайбей (8)
- Колумбія (4)
- Республіка Конго (4)
- Острови Кука (2)
- Коста-Рика (4)
- Кот-д'Івуар (1)
- Хорватія (12)
- Куба (2)
- Кіпр (4)
- Чехія (8)
- Данія (12)
- Домініканська Республіка (1)
- Еквадор (3)
- Сальвадор (4)
- Естонія (7)
- Фарерські острови (4)
- Фіджі (4)
- Фінляндія (3)
- Франція (20)
- Німеччина (28)
- Грузія (2)
- Гана (2)
- Гібралтар (6)
- Велика Британія (28)
- Греція (13)
- Гренада (4)
- Гуам (6)
- Гватемала (1)
- Гаяна (4)
- Гонконг (6)
- Гондурас (6)
- Ісландія (3)
- Індія (14)
- Індонезія (12)
- Іран (5)
- Ірландія (2)
- Ізраїль (9)
- Італія (25)
- Ямайка (1)
- Японія (31)
- Йорданія (7)
- Казахстан (8)
- Кенія (6)
- Кувейт (1)
- Киргизстан (6)
- Латвія (4)
- Ліван (4)
- Лесото (3)
- Лівія (3)
- Литва (9)
- Люксембург (1)
- Макао (12)
- Північна Македонія (6)
- Мадагаскар (4)
- Малайзія (9)
- Мальдіви (3)
- Мальта (5)
- Маршаллові Острови (5)
- Мавританія (4)
- Маврикій (1)
- Мексика (5)
- Федеративні Штати Мікронезії (4)
- Молдова (5)
- Монголія (8)
- Чорногорія (2)
- Марокко (4)
- Мозамбік (6)
- М'янма (1)
- Намібія (2)
- Непал (4)
- Нідерланди (10)
- Нідерландські Антильські острови (2)
- Нова Зеландія (16)
- Нікарагуа (3)
- Нігер (3)
- Нігерія (15)
- Північні Маріанські острови (3)
- Норвегія (5)
- Палау (3)
- Пакистан (4)
- Палестина (5)
- Панама (4)
- Папуа Нова Гвінея (4)
- Парагвай (5)
- Перу (12)
- Філіппіни (5)
- Польща (17)
- Португалія (12)
- Пуерто-Рико (1)
- Катар (4)
- Румунія (10)
- Росія (27)
- Сент-Люсія (5)
- Сент-Вінсент і Гренадини (2)
- Самоа (3)
- Сан-Марино (2)
- Саудівська Аравія (4)
- Сенегал (4)
- Сербія (3)
- Сейшельські Острови (7)
- Сьєрра-Леоне (1)
- Сінгапур (25)
- Словаччина (3)
- Словенія (8)
- ПАР (25)
- Південна Корея (13)
- Іспанія (11)
- Шрі-Ланка (3)
- Судан (3)
- Суринам (2)
- Свазіленд (5)
- Швеція (18)
- Швейцарія (8)
- Сирія (4)
- Французька Полінезія (2)
- Таджикистан (2)
- Танзанія (3)
- Таїланд (8)
- Того (1)
- Тринідад і Тобаго (2)
- Туніс (5)
- Туреччина (6)
- Туркменістан (5)
- Уганда (4)
- Україна (18)
- Уругвай (3)
- Об'єднані Арабські Емірати (4)
- США (33)
- Узбекистан (21)
- Венесуела (13)
- В'єтнам (4)
- Американські Віргінські Острови (4)
- Ємен (2)
- Замбія (6)
- Зімбабве (3)

## Результати
Ключ
- WR - світовий рекорд
- CR - рекорд чемпіонатів світу

### Чоловіки
| Дисципліна                                 | Золото                                                                                            | Золото     | Срібло | Срібло   | Бронза | Бронза   |
| ------------------------------------------ | ------------------------------------------------------------------------------------------------- | ---------- | --- | -------- | --- | -------- |
| 50 м вільним стилем докладніше             | Бен Вайлдмен-Тобрінер                                                                             | 21.88      | Каллен Джонс | 21.94    | Стефан Нюстранд Швеція                                                                                    | 21.97    |
| 100 м вільним стилем докладніше            | Філіппо Маньїні Італія Брент Гейден Канада                                                        | 48.43      | |          | Імон Саллівен Австралія                                                                                   | 48.47    |
| 200 м вільним стилем докладніше            | Майкл Фелпс                                                                                       | 1:43.86 WR | Пітер ван ден Гогенбанд Нідерланди                                                                              | 1:46.28  | Пак Тхе Хван Південна Корея                                                                               | 1:46.73  |
| 400 м вільним стилем докладніше            | Пак Тхе Хван Південна Корея                                                                       | 3:44.30    | Ґрант Гаккетт Австралія                                                                                         | 3:45.43  | Юрій Прилуков Росія                                                                                       | 3:45:47  |
| 800 м вільним стилем докладніше            | Пшемислав Станьчик Польща                                                                         | 7:47.91    | Крейґ Стівенс Австралія                                                                                         | 7:48.67  | Федеріко Кольбертальдо Італія                                                                             | 7:49.98  |
| 1500 м вільним стилем докладніше           | Матеуш Савримовіч Польща                                                                          | 14:45.94   | Юрій Прилуков Росія                                                                                             | 14:47.29 | Девід Девіс Велика Британія                                                                               | 14:51.21 |
|                                            |                                                                                                   |            | |          | |          |
| 50 м на спині докладніше                   | Герхард Зандберг ПАР                                                                              | 24.98      | Томас Руппрат Німеччина                                                                                         | 25.20    | Лаєм Тенкок Велика Британія                                                                               | 25.23    |
| 100 м на спині докладніше                  | Аарон Пірсол                                                                                      | 52.98 WR   | Раян Лохте | 53.50    | Лаєм Тенкок Велика Британія                                                                               | 53.61    |
| 200 м на спині докладніше                  | Раян Лохте                                                                                        | 1:54.32 WR | Аарон Пірсол | 1:54.80  | Маркус Роган Австрія                                                                                      | 1:56.02  |
|                                            |                                                                                                   |            | |          | |          |
| 50 м брасом докладніше                     | Олег Лісогор Україна                                                                              | 27.66      | Брендан Гансен                                                                                                  | 27.69    | Камерон ван дер Бург ПАР                                                                                  | 27.88    |
| 100 м брасом докладніше                    | Брендан Гансен                                                                                    | 59.80      | Косуке Кітаджіма Японія                                                                                         | 59.96    | Брентон Рікард Австралія                                                                                  | 1:00.58  |
| 200 м брасом докладніше                    | Косуке Кітаджіма Японія                                                                           | 2:09.80    | Брентон Рікард Австралія                                                                                        | 2:10.99  | Лоріс Фаччі Італія                                                                                        | 2:11.03  |
|                                            |                                                                                                   |            | |          | |          |
| 50 м батерфляєм докладніше                 | Роланд Шуман ПАР                                                                                  | 23.18      | Іян Крокер | 23.47    | Якоб Скіоетт Андк'яер Данія                                                                               | 23.56    |
| 100 м батерфляєм докладніше                | Майкл Фелпс                                                                                       | 50.77      | Іян Крокер | 50.82    | Альберт Субіратс Венесуела                                                                                | 51.82    |
| 200 м батерфляєм докладніше                | Майкл Фелпс                                                                                       | 1:52.09 WR | У Пен КНР | 1:55.13  | Микола Скворцов Росія                                                                                     | 1:55.22  |
|                                            |                                                                                                   |            | |          | |          |
| 200 м комплексом докладніше                | Майкл Фелпс                                                                                       | 1:54.98 WR | Раян Лохте | 1:56.19  | Ласло Чех Угорщина                                                                                        | 1:56.92  |
| 400 м комплексом докладніше                | Майкл Фелпс                                                                                       | 4:06.22 WR | Раян Лохте | 4:09.74  | Лука Марін Італія                                                                                         | 4:09.88  |
|                                            |                                                                                                   |            | |          | |          |
| Естафета 4x100 м вільним стилем докладніше | Майкл Фелпс (48.42) Ніл Вокер (48.31) Каллен Джонс (48.67) Джейсон Лезак (47.32)                  | 3:12.72 CR | Італія Массіміліано Росоліно (49.35) Алессандро Кальві (49.06) Крістіан Галенда (48.45) Філіппо Маньїні (47.18) | 3:14.04  | Франція Фаб'ян Жіло (49.18) Фредерік Буске (48.48) Жульєн Сіко (48.84) Ален Бернар (48.18)                | 3:14.68  |
| Естафета 4x200 м вільним стилем докладніше | Майкл Фелпс (1:45.36) Раян Лохте (1:45.86) Кліт Келлер (1:46.31) Пітер Вандеркаай (1:45.71)       | 7:03.24 WR | Австралія Патрік Мерфі (1:48.55) Ендрю Мюїнґ (1:47.52) Ґрант Брітс (1:48.21) Кенрік Монк (1:45.77)              | 7:10.05  | Канада Браян Джонс (1:48.46) Брент Гейден (1:46.59) Рік Сей (1:47.59) Ендрю Херд (1:48.06)                | 7:10.70  |
| Естафета 4x100 м комплексом докладніше     | Австралія Метт Велш (54.78) Брентон Рікард (59.63) Ендрю Лотерстейн (52.63) Імон Саллівен (47.89) | 3:34.93    | Японія Томомі Моріта (54.76) Косуке Кітаджіма (59.23) Такасі Якамото (51.90) Дайсуке Хосокава (49.27)           | 3:35.16  | Росія Аркадій В'ятчанін (54.08) Дмитро Коморников (1:00.65) Микола Скворцов (52.13) Євген Лагунов (48.65) | 3:35.51  |

### Жінки
| Дисципліна                                 | Золото                                                                                              | Золото      | Срібло | Срібло   | Бронза | Бронза   |
| ------------------------------------------ | --------------------------------------------------------------------------------------------------- | ----------- | --- | -------- | --- | -------- |
| 50 м вільним стилем докладніше             | Ліббі Тріккетт Австралія                                                                            | 24.53       | Тереза Альсгаммар Швеція                                                                                  | 24.62    | Марлен Велдгойс Нідерланди                                                                                | 24.70    |
| 100 м вільним стилем докладніше            | Ліббі Тріккетт Австралія                                                                            | 53.40 CR    | Марлен Велдгойс Нідерланди                                                                                | 53.70    | Брітта Штеффен Німеччина                                                                                  | 53.74    |
| 200 м вільним стилем докладніше            | Лор Маноду Франція                                                                                  | 1:55.52 WR  | Анніка Лурц Німеччина                                                                                     | 1:55.68  | Федеріка Пеллегріні Італія                                                                                | 1:56.97  |
| 400 м вільним стилем докладніше            | Лор Маноду Франція                                                                                  | 4:02.61 CR  | Отилія Єнджейчак Польща                                                                                   | 4:04.23  | Ай Сібата Японія                                                                                          | 4:05.19  |
| 800 м вільним стилем докладніше            | Кейт Зіглер                                                                                         | 8:18.52 CR  | Лор Маноду Франція                                                                                        | 8:18.80  | Гейлі Пірсол                                                                                              | 8:26.41  |
| 1500 м вільним стилем докладніше           | Кейт Зіглер                                                                                         | 15:53.05 CR | Флавія Рігамонті Швейцарія                                                                                | 15:55.38 | Ай Сібата Японія                                                                                          | 15:58.55 |
|                                            | |             | |          | |          |
| 50 м на спині докладніше                   | Лейла Вазірі                                                                                        | 28.16 WR    | Олександра Герасименя Білорусь                                                                            | 28.46    | Тайлія Зіммер Австралія                                                                                   | 28.50    |
| 100 м на спині докладніше                  | Наталі Коглін                                                                                       | 59.44 WR    | Лор Маноду Франція                                                                                        | 59.87    | Накамура Рейко Японія                                                                                     | 1:00.40  |
| 200 м на спині докладніше                  | Маргарет Гользер                                                                                    | 2:07.16 CR  | Керсті Ковентрі Зімбабве                                                                                  | 2:07.54  | Накамура Рейко Японія                                                                                     | 2:08.54  |
|                                            | |             | |          | |          |
| 50 м брасом докладніше                     | Джессіка Гарді                                                                                      | 30.63       | Лісель Джонс Австралія                                                                                    | 30.70    | Тара Кірк                                                                                                 | 31.05    |
| 100 м брасом докладніше                    | Лісель Джонс Австралія                                                                              | 1:05.72 CR  | Тара Кірк                                                                                                 | 1:06.34  | Анна Хлістунова Україна                                                                                   | 1:07.27  |
| 200 м брасом докладніше                    | Лісель Джонс Австралія                                                                              | 2:21.84     | Кірсті Балфор Велика Британія Меґан Джендрік                                                              | 2:25.94  | |          |
|                                            | |             | |          | |          |
| 50 м батерфляєм докладніше                 | Тереза Альсгаммар Швеція                                                                            | 25.91       | Данні М'ятке Австралія                                                                                    | 26.05    | Інґе Деккер Нідерланди                                                                                    | 26.11    |
| 100 м батерфляєм докладніше                | Ліббі Тріккетт Австралія                                                                            | 57.15 CR    | Джесс Скіппер Австралія                                                                                   | 57.24    | Наталі Коглін                                                                                             | 57.34    |
| 200 м батерфляєм докладніше                | Джесс Скіппер Австралія                                                                             | 2:06.39     | Кім Ванденберґ                                                                                            | 2:06.71  | Отилія Єнджейчак Польща                                                                                   | 2:06.90  |
|                                            | |             | |          | |          |
| 200 м комплексом докладніше                | Кейті Гофф                                                                                          | 2:10.13 CR  | Керсті Ковентрі Зімбабве                                                                                  | 2:10.76  | Стефані Райс Австралія                                                                                    | 2:11.42  |
| 400 м комплексом докладніше                | Кейті Гофф                                                                                          | 4:32.89 WR  | Яна Мартинова Росія                                                                                       | 4:40.14  | Стефані Райс Австралія                                                                                    | 4:41.19  |
|                                            | |             | |          | |          |
| Естафета 4x100 м вільним стилем докладніше | Австралія Ліббі Тріккетт (53.42) Мелані Скленджер (53.95) Шейн Різ (54.90) Джоді Генрі (53.21)      | 3:35.48 CR  | Наталі Коглін (54.13) Лейсі Наймаєр (53.50) Аманда Вейр (54.02) Кара Лінн Джойс (54.03)                   | 3:35.68  | Нідерланди Інґе Деккер (54.57) Раномі Кромовідьойо (54.82) Фемке Гемскерк (54.13) Марлен Велдгойс (53.29) | 3:36.81  |
| Естафета 4x200 м вільним стилем докладніше | Наталі Коглін (1:56.43) Дана Воллмер (1:57.49) Лейсі Наймаєр (1:59.19) Кейті Гофф (1:56.98)         | 7:50.09 WR  | Німеччина Майке Фрайтаґ (1:59.56) Брітта Штеффен (1:57.58) Петра Даллманн (2:00.40) Анніка Лурц (1:56.28) | 7:53.82  | Франція Алена Попшанка (1:57.86) Софі Юбер (1:58.80) Орор Монжель (2:01.04) Лор Маноду (1:58.26)          | 7:55.96  |
| Естафета 4x100 м комплексом докладніше     | Австралія Емілі Сібом (1:00.79) Лісель Джонс (1:04.94) Джесс Скіппер (57.18) Ліббі Тріккетт (52.83) | 3:55.74 WR  | Наталі Коглін (1:00.66) Тара Кірк (1:06.37) Рейчел Комісарз (57.06)) Лейсі Наймаєр (54.22)                | 3:58.31  | КНР Сюй Тяньлунцзи (1:01.06) Ло Нань (1:09.08) Чжоу Яфей (57.84) Сюй Яньвей (53.99)                       | 4:01.97  |

### Таблиця медалей
*   Країна-господарка (  Австралія)
| Місце               | Країна              | Золото | Срібло | Бронза | Загалом |
| ------------------- | ------------------- | ------ | ------ | ------ | ------- |
| 1                   | США                 | 20     | 13     | 3      | 36      |
| 2                   | Австралія*          | 9      | 7      | 5      | 21      |
| 3                   | Франція             | 2      | 2      | 2      | 6       |
| 4                   | Польща              | 2      | 1      | 1      | 4       |
| 5                   | ПАР                 | 2      | 0      | 1      | 3       |
| 6                   | Японія              | 1      | 2      | 4      | 7       |
| 7                   | Італія              | 1      | 1      | 4      | 6       |
| 8                   | Швеція              | 1      | 1      | 1      | 3       |
| 9                   | Південна Корея      | 1      | 0      | 1      | 2       |
| 9                   | Україна             | 1      | 0      | 1      | 2       |
| 9                   | Канада              | 1      | 0      | 1      | 2       |
| 12                  | Німеччина           | 0      | 3      | 1      | 4       |
| 13                  | Росія               | 0      | 2      | 3      | 5       |
| 13                  | Нідерланди          | 0      | 2      | 3      | 5       |
| 15                  | Зімбабве            | 0      | 2      | 0      | 2       |
| 16                  | Велика Британія     | 0      | 1      | 3      | 4       |
| 17                  | Китай               | 0      | 1      | 1      | 2       |
| 18                  | Швейцарія           | 0      | 1      | 0      | 1       |
| 18                  | Білорусь            | 0      | 1      | 0      | 1       |
| 20                  | Венесуела           | 0      | 0      | 1      | 1       |
| 20                  | Угорщина            | 0      | 0      | 1      | 1       |
| 20                  | Австрія             | 0      | 0      | 1      | 1       |
| 20                  | Данія               | 0      | 0      | 1      | 1       |
| Загалом (23 збірні) | Загалом (23 збірні) | 41     | 40     | 39     | 120     |

11 вересня 2007 року Спортивний арбітражний суд у Лозанні (Швейцарія) дискваліфікував тунісця Уссаму Меллулі й заднім числом, від 30 жовтня 2006 року, позбавив його медалей. На чемпіонаті 2007 Меллулі здобув медалі на двох дистанціях. Отож, викресленню його зі списку медалістів суттєво вплинуло на таблицю медалей.

## Нові світові рекорди і рекорди чемпіонатів світу

### Світові рекорди
Also new championship records
- 200 метрів вільним стилем (чоловіки) - Майкл Фелпс  США (1:43.86)
- 100 метрів на спині (чоловіки) - Аарон Пірсол  США (52.98)
- 200 метрів на спині (чоловіки) - Раян Лохте  США (1:54.32)
- 200 метрів батерфляєм (чоловіки) - Майкл Фелпс  США (1:52.09)
- 200 метрів комплексом (чоловіки) - Майкл Фелпс  США (1:54.98)
- 400 метрів комплексом (чоловіки) - Майкл Фелпс  США (4:06.22)
- Естафета 4×200 м вільним стилем (чоловіки) - Майкл Фелпс, Раян Лохте, Кліт Келлер, Пітер Вандеркаай  США (7:03.24)
- 200 метрів вільним стилем (жінки) - Федеріка Пеллегріні  Італія (1:56.47) (півфінал)
- 200 метрів вільним стилем (жінки) - Лор Маноду  Франція (1:55.52) (фінал)
- 50 метрів на спині (жінки) - Лейла Вазірі  США (28.16) (півфінал; у фіналі сама ж його повторила)
- 100 метрів на спині (жінки) - Наталі Коглін  США (59.44)
- 400 метрів комплексом (жінки) - Кейті Гофф  США (4:32.89)
- Естафета 4×200 м вільним стилем (жінки) - Наталі Коглін, Дана Воллмер, Лейсі Наймаєр, Кейті Гофф  США (7:50.09)
- Естафета 4×100 м комплексом (жінки) - Емілі Сібом, Лісель Джонс, Джессіка Скіппер, Ліббі Лентон  Австралія (3:55.74)

### Рекорди чемпіонатів світу
- 100 метрів вільним стилем (жінки) - Ліббі Лентон  Австралія (53.42) (на своєму відрізку в естафеті 4×100 м вільним стилем)
- Естафета 4×100 м вільним стилем (чоловіки) - Майкл Фелпс, Ніл Вокер, Каллен Джонс, Джейсон Лезак  США (3:12.72)
- 100 метрів вільним стилем (жінки) - Наталі Коглін  США (53.40) (півфінал; сама ж повторила його у фіналі)
- 100 метрів вільним стилем (жінки) - Ліббі Лентон  Австралія (53.40) (повторила)
- 400 метрів вільним стилем (жінки) - Лор Маноду  Франція (4:02.61)
- 800 метрів вільним стилем (жінки) - Кейт Зіґлер  США (8:18.52)
- 1500 метрів вільним стилем (жінки) - Кейт Зіґлер  США (15:53.05)
- 200 метрів на спині (жінки) - Маргарет Гольцер  США (2:07.16)
- 100 метрів брасом (жінки) - Лісель Джонс  Австралія (1:05.72)
- 100 метрів батерфляєм (жінки) - Ліббі Лентон  Австралія (57.15)
- 200 метрів комплексом (жінки) - Кейт Гофф  США (2:10.13)
- Естафета 4×100 м вільним стилем (жінки) - Ліббі Лентон, Мелані Скленджер, Шейн Ріс, Джоді Генрі  Австралія (3:35.48)